# Histoire de la psychanalyse
L'histoire de la psychanalyse commence avec les découvertes et théorisations de Sigmund Freud concernant l'inconscient, à Vienne, à la fin du XIXe siècle.

Puis la psychanalyse s'internationalise, tandis que les théories et les écoles psychanalytiques se diversifient. Elle s'étend progressivement à d'autres pays européens, notamment l'Allemagne, la Hongrie, la Suisse, la France et la Grande-Bretagne. Elle gagne l'Amérique du Nord et connaît un développement important en Amérique latine.

## Du temps de Freud

### Freud et l'invention de la psychanalyse
Sigmund Freud (1856-1939), médecin et neurologue autrichien, dans un texte de 1914, intitulé Contribution à l'histoire du mouvement psychanalytique (Zur Geschichte der psychoanalytischen Bewegung), revient sur la question de l'invention de la psychanalyse. Il y rappelle avoir déclaré en 1904, que l'inventeur de la psychanalyse avait été le médecin autrichien Josef Breuer, mais affirme en être le véritable créateur, par le fait qu'il avait transformé la méthode cathartique de Breuer en rejetant l'hypnose et en introduisant l'association libre. Breuer n'a, par ailleurs, jamais revendiqué cette création.
Il est cependant difficile de retenir une date marquant cette invention de la psychanalyse, dans la mesure où ses débuts ont fait l'objet d'une longue élaboration par Freud. Roger Perron propose ainsi alternativement les dates de 1881-1882 lorsque Breuer soignait Anna O., de 1893-1896 avec l'hypothèse de l'étiologie des névroses et particulièrement 1895 avec la copublication avec Breuer des Études sur l'hystérie. Toutefois, il est possible, avec l'auto-analyse de Freud, de retenir la période 1897-1900 mais il convient alors d'y adjoindre les longs échanges entre Freud et le médecin oto-rhino-laryngologiste allemand Wilhelm Fliess de 1890 à 1900, avec la date précise du 21 septembre 1897, lorsque Freud renonce à sa théorie sur l'étiologie sexuelle des névroses, la neurotica (ou théorie de la séduction) et introduit celle du fantasme. Mais l'on ne saurait dire que la psychanalyse s'est constituée sans prendre en compte la théorie du refoulement et il est alors nécessaire d'envisager toute la période allant du stage de Freud auprès du clinicien et neurologue français Jean-Martin Charcot en 1885, jusqu'à la période de 1915. Enfin la psychanalyse s'est peut-être véritablement constituée avec la théorie d'une sexualité infantile et la publication en 1905 des Trois essais sur la théorie sexuelle. Si Roger Perron ne situe donc pas précisément la naissance de la psychanalyse, il affirme cependant que l'histoire de la psychanalyse reste indissolublement liée à celle de Freud, son créateur.

### Prémices
Après son diplôme de médecine obtenu en 1881, et un passage par diverses spécialités dont la zoologie, la physiologie et la neurologie — il est par exemple l'un des découvreurs de l'anesthésie locale — Freud suivra ensuite une formation de psychiatre et sera en 1883 l'assistant de Theodor Hermann Meynert, un grand psychiatre viennois avant d’ouvrir un cabinet en tant que médecin de ville spécialiste des maladies nerveuses.
En 1883, Josef Breuer, raconte à Sigmund Freud, comment il traite par une psychothérapie une de ses patientes, Bertha Pappenheim, connue sous le pseudo Anna O., qui souffrait de troubles hystériques. Cette patiente devait se confier à Breuer qui analysait ses symptômes à partir d'une théorie qui reposait sur la recherche du traumatisme psychique et de son abréaction grâce à l'effet cathartique de cette prise de conscience verbale. Son état se serait alors, au moins temporairement, amélioré mais Breuer, ignorant ou sous-estimant les effets du transfert et du contre-transfert ne se serait pas rendu compte que cette talking cure (thérapie par la parole) n'avait pas eu tous les effets escomptés. Henri Ellenberger a ensuite établi que cette patiente avait dû encore suivre des traitements avant d'aller mieux et de devenir assistante sociale puis se consacrer à la cause d'enfants juifs.
En 1885, ayant obtenu une bourse, Freud se rend à Paris en stage auprès du neurologue français Jean-Martin Charcot. En 1886, il utilise pour la première fois le mot « psycho-analyse », ouvre un cabinet médical à Vienne pour recevoir des névropathes. L'hypnose sera utilisée de manière régulière à partir de 1887 mais sera rapidement abandonnée. Le neurologue rencontre Wilhelm Fliess cette même année.
En 1889, Freud travaille selon la méthode cathartique de Breuer avec une nouvelle patiente. En 1893, paraissent des Communications préliminaires, rédigées par Freud et Breuer, qui décrivent le principe de souvenirs pathogènes et de l'abréaction, méthode cathartique. L'étiologie sexuelle de l'hystérie ne fait plus de doutes selon Freud. En 1894, apparaissent les termes de psychonévroses et de libido suivi en 1895 des Études sur l'hystérie. L’année suivante l'amitié de Breuer et Freud prend fin en raison de désaccords sur la conception de la science, de l'hystérie et de la sexualité,.
En 1897, il renonce à sa « neurotica » dans une célèbre lettre à Wilhelm Fliess datée du 21 septembre. La même année, le philosophe allemand Theodor Lipps donne une conférence sur l'inconscient et Leopold Löwenfeld publie les Leçons de psychothérapie générale.

### Recherches, essor de la psychanalyse et premières ruptures

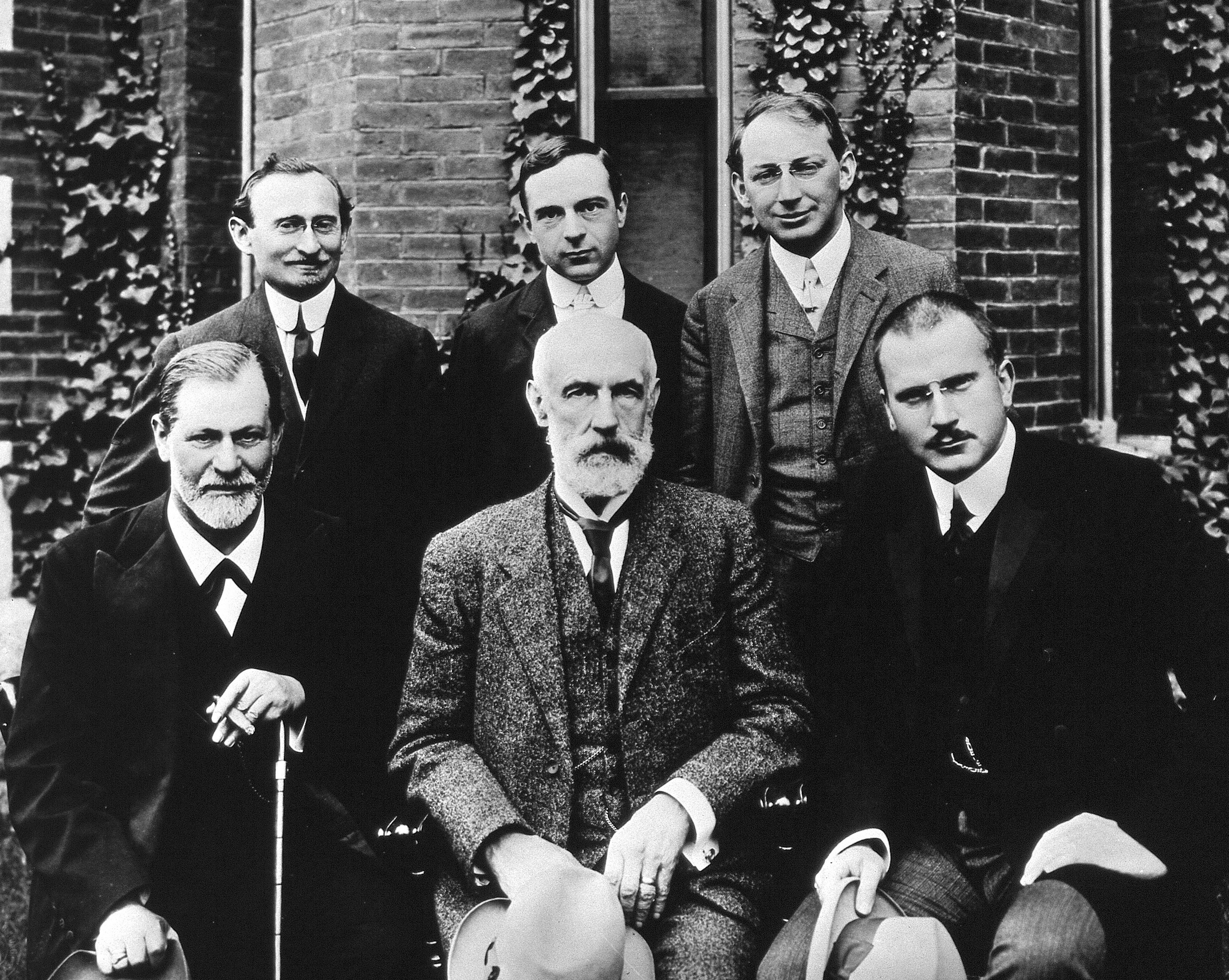
Clark University, 1909 :
Brill, Jones, Ferenczi,
Freud, Hall et Jung

#### L'essor au tournant du siècle
L'année 1900 est la date de parution de L'Interprétation des rêves qui mène à l'abandon définitif des idées neurophysiologiques au profit du complexe d'Œdipe présenté à travers l'auto-analyse de Freud. C'est aussi cette année que Ida Bauer, connue comme le « cas Dora », commence une cure avec Freud.
En 1901 est publiée la Psychopathologie de la vie quotidienne. En 1902, à la suite d'un rapport favorable de Hermann Nothnagel et Richard von Krafft-Ebing, présidents de la société psychiatrique viennoise, Freud reçoit le titre prestigieux de « professeur extraordinaire » par l'empereur François-Joseph. Cette année marque la fin de la relation épistolaire entre Freud et Wilhelm Fliess. Avec le psychiatre autrichien Alfred Adler, le médecin psychiatre autrichien Wilhelm Stekel, et les médecins autrichiens Max Kahane et Rudolf Reitler, la Société psychologique du Mercredi voit le jour.
L'année 1905 voit la publication de Le mot d'esprit et sa relation à l'inconscient et surtout des Trois essais sur la théorie sexuelle. Freud commence à analyser l'homme aux rats, Ernst Lanzer, en 1907, année à partir de laquelle, selon Ernest Jones, Freud commence à être reconnu à l'étranger : en Suisse la Société Freud (qui prend le nom d'Association psychanalytique de Zurich) est fondée cette même année par Jung.
À partir de 1905-1906 des publications par d'autres psychanalystes se multiplient : Ernst Jones publie des articles destinés à faire connaître le travail de Freud pour un public anglophone ainsi que des travaux personnels ; le psychiatre Karl Abraham publie des articles sur l'hystérie, la démence précoce, la psychose maniaco-dépressive ; le psychiatre et neurologue hongrois Sandor Ferenczi est quant à lui particulièrement fécond avec la publication  d'une soixantaine d’articles (sur la période allant jusqu'à 1914) souvent des notes cliniques et techniques mais aussi théoriques avec par exemple la notion d’introjection.
L'année 1908 est riche en événements : en avril a lieu le premier congrès international de psychanalyse à Salzbourg et qui réunit 42 participants venant de six pays, dont Sándor Ferenczi, le médecin psychiatre suisse Carl Gustav Jung, Karl Abraham, avec des présentations de cas (dont celui par Freud du petit Hans) ; en août en Allemagne, par l’intermédiaire de Max Eitingon et surtout de Karl Abraham est fondée l'Association psychanalytique de Berlin, en septembre se crée la Société psychanalytique de Vienne.
En septembre 1909 Freud, Ferenczi et Jung se rendent aux États-Unis où la psychanalyse rencontre un intérêt croissant et Freud y donne des conférences à l'Université Clark sur invitation de son président G. Stanley Hall, elles seront par la suite publiées sous le titre Cinq conférences sur la psychanalyse.
En janvier 1910 Freud prend en analyse Sergueï Pankejeff dont le cas est connu sous la dénomination de « l'homme aux loups ».
En 1910 ces cas princeps sont publiés sous le titre Cinq psychanalyses auquel s'ajoute le cas du « Président Schreber », seule analyse d'une psychose chez Freud. L'analyse du cas de Daniel Paul Schreber fera également l’objet d'une publication séparée en 1911 .

#### Résistances, fondation de l'Association psychanalytique internationale et scissions
En mars 1910, au congrès de Nuremberg et avec l’aide de Sándor Ferenczi, Freud fonde l'Association psychanalytique internationale — dont Carl G. Jung prend la présidence — avec pour but d'accompagner le développement de la psychanalyse dans le monde ainsi que de veiller au respect de règles techniques et déontologiques et à l'unité de la doctrine.
En parallèle de la période d'essor, la psychanalyse a subi des attaques particulièrement violentes, principalement de la part du monde médical : elle serait un « tissu de sottises », une régression vers « l’irrationalité du Moyen-Âge », un « amas de cochonnerie » notamment parce que Vienne était connue pour la libéralité de ses mœurs et que Freud serait un libertin.
Dès 1911, Alfred Adler quitte l'Association psychanalytique internationale, en raison d'un désaccord théorique avec Freud — qui l’avait désavoué — autour des notions de névrose et de sexualité infantile, et fonde la « Société libre de psychanalyse » qui donne naissance plus tard à la « psychologie individuelle », à la suite de son émigration aux États-Unis. En 1912, c'est au tour de Wilhelm Stekel de quitter l'API.
En 1912 apparaissent des divergences inconciliables de vues avec Jung qui avait tendance à gommer de la psychanalyse les aspects les plus choquants pour l'époque autour de la sexualité et de la libido,. Jung publie le premier volume de Symboles et métamorphoses de la libido, Freud publie le début de Totem et Tabou. La revue Imago paraît.
À côté de la psychanalyse freudienne allaient alors apparaître deux autres branches — adlérienne et jungienne — qui n'avaient plus grand-chose à voir avec la psychanalyse mais qui étaient accueillies favorablement par les opposants à la psychanalyse parce que plus présentables à l'égard des questions de pulsions et de sexualité. C'est en réaction à ce danger que fut fondé, sur une idée d'Ernest Jones en 1912, le « comité secret » composé de cinq proches de Freud : Karl Abraham, Sándor Ferenczi, Ernest Jones, Otto Rank, et Hanns Sachs (auxquels s'ajouta, en 1919, Max Eitingon) ; ce comité a pour visée de promouvoir et de défendre la psychanalyse freudienne, alors que la séparation avec Carl G. Jung et de ses amis apparaît comme irréversible et que la Première Guerre mondiale entraînera de profonds bouleversements.
En 1914, Carl Gustav Jung démissionne de son poste de président de l'Association psychanalytique internationale ; il commence à désigner sa méthode psychothérapeutique sous le nom de « psychologie analytique ». En 1919, Oskar Pfister crée la Société suisse de psychanalyse.

#### Première Guerre mondiale
Pendant la Première Guerre mondiale sont créées des sociétés psychanalytiques, aux Pays-Bas et en Espagne.
En Hongrie, Ferenczi se voit accorder une chaire universitaire éphémère, durant le régime de Béla Kun.
En Angleterre, Ernest Jones poursuit ses activités pour diffuser les vues de la psychanalyse dans des sociétés médicales ou psychologiques ; le 20 février 1919, il participe à la fondation de la nouvelle Société britannique de psychanalyse, dont il prend la direction.
La guerre va avoir une incidence sur la psychanalyse. Pendant le conflit mondial, les premiers psychanalystes vont étudier les névroses traumatiques. Sigmund Freud mesure les effets de cette affection chez un membre de sa famille. Il appréhende cette pathologie dans ses écrits de guerre et d’après guerre. Plusieurs de ses disciples vont occuper des postes de médecin militaire. Karl Abraham, parent d’Hermann Oppenheim, peut par son activité auprès de soldats souffrant de traumatismes physiques enrichir sa compréhension des traumatismes psychiques. Devenu psychiatre, il utilise dans sa pratique une « psychanalyse simplifiée ». À la fin de la guerre, il dirige, à Allenstein, un service psychiatrique d’orientation psychanalytique, à partir duquel, il propose une contribution. Ernst Simmel utilise une thérapeutique à l’origine de la psychanalyse, la technique cathartique et obtient avec elle des succès. Ernest Jones qui n’est pas mobilisé, peut poursuivre des psychanalyses avec des soldats choqués en demandant des délais aux autorités. Dans sa contribution, il insiste sur le conflit psychique et se rapproche de celle d’Abraham. Victor Tausk livre son expérience de psychiatre dans un texte où il s’intéresse aux psychoses de guerre, à la différence des autres psychanalystes tournés vers les névroses de guerre. Il fait part d’une contribution originale sur le phénomène de la désertion. Helene Deutsch étudie l’incidence symptomatologique de la guerre sur les femmes à partir d’un service dont elle a la charge à la clinique de Julius Wagner-Jauregg. Enfin, pendant la guerre, Theodor Reik est mobilisé. Après la guerre, il s'intéressera à l'effroi dans plusieurs de ses travaux et articulera cette notion à la névrose traumatique. La guerre va avoir une portée sur les décennies suivantes.

### 1920-1939
À Vienne, la paix revenue, une commission dirigée par Julius Tandler est mise en place  pour enquêter sur les forfaitures, dans laquelle Julius Wagner-Jauregg doit siéger. Or, à cette époque, un de ses anciens patients, Water Kauders conteste les pratiques médicales dans des lieux dirigés par Wagner von Jauregg et Arnold Durig. Si bien que Wagner von Jauregg ne peut exercer ses fonctions au sein de la Commission et doit s’expliquer devant celle-ci sur l’utilisation du courant électrique. Sigmund Freud est sollicité en qualité d’expert sur les soins pouvant être prodigués aux névrosés de guerre. En février 1925, le psychanalyste Theodor Reik est par décret interdit de pratique. Freud en réaction écrit à Tandler. Les choses s’enchaînent. En 1926, Newton Murphy, un ancien patient de Reik se retourne contre son psychanalyste et lui intente un procès pour traitement nocif. Freud prend publiquement la défense de Reik. Les deux affaires sont à rapprocher. Elles se déroulent à la même période, dans la même ville, mettent en scène les mêmes personnes faisant autorité et concernent toutes deux les pratiques de soins (Tréhel, 2013). Le fait d'être mis au débat d'une scène public n'est pas sans effet dans la diffusion des idées psychanalytique.
Freud est marqué sur le plan personnel par la guerre et ses conséquences. Il élabore une seconde topique, et postule une pulsion de mort et une compulsion de répétition ; La pulsion de mort n'est pourtant pas acceptée par tous et reste débattue.
En 1920 se crée l'éphémère « Société psychanalytique de Genève ». En 1925 meurt Karl Abraham. En 1926 est fondée la Société psychanalytique de Paris.
En 1928 Melanie Klein écrit son premier article Les stades précoces du conflit œdipien qui sera suivi en 1932 de l'article fondateur, Contribution à l'étude de la psychogenèse des états maniaco-dépressifs.
Sándor Ferenczi meurt en 1933. Toujours en 1933, Wilhelm Reich écrit La psychologie de masse du fascisme ("Massenpsychologie des Faschismus") à propos du régime hitlérien avant d'être exclu, en 1934, de l'Association psychanalytique internationale.
Selon Roudinesco, « parmi toutes les écoles de psychiatrie dynamique, la psychanalyse était la seule à avoir reçu en tant que telle le qualificatif de "science juive" », et le « nazisme ajouta à son programme la destruction radicale de la psychanalyse, de son vocabulaire, de ses concepts, de ses œuvres, de son mouvement, de ses institutions, de ses praticiens. Ce programme fut progressivement réalisé sous la houlette de Matthias Heinrich Göring », en vue d’une « nazification de la psychanalyse en Allemagne » qui conduit à bannir « tout ce qui pouvait évoquer la judéité sous quelque forme que ce soit : le mot psychanalyse ne devait plus être prononcé » et Göring vérifie « qu'aucun terme freudien n'est utilisé. On a remplacé tous les concepts de la psychanalyse par d'étonnants synonymes et l'on prône une psychologie "aryenne" ». Les psychanalystes juifs d’Europe continentale sont obligés de fuir et ceux qui n'y parviennent pas périssent dans les camps de concentration.
Freud publie en 1937 Analyse finie et analyse infinie, où il reprend certaines questions posées par Ferenczi ; il meurt le 23 septembre 1939.

## Après Freud
Voir aussi: écoles de psychanalyse

### Seconde Guerre mondiale
Pendant la Seconde Guerre mondiale se développe la pratique de l'analyse de groupe, avec l'analyste britannique Wilfred Bion, ou en France, Didier Anzieu et René Kaës.
En 1940 débute de ce qui deviendra la psychothérapie institutionnelle. En France, il y eut une activité psychanalytique pendant l'occupation nazie qui n'est pas interdite.
La Société britannique de psychanalyse voit se dérouler, à partir de 1942, les Controverses scientifiques entre les partisans de Melanie Klein et ceux d'Anna Freud. Un certain nombre de psychanalystes prennent leurs distances à l'égard des deux groupes, constituant à partir de 1945 le Groupe des Indépendants, qui prend ce nom effectivement en 1962.
1942 voit la création de l'Asosiación Psicoanálitica Argentina.
En 1943, c'est la Svenska Psykoanalytisk Föreningen qui voit le jour.

### Après la Seconde Guerre mondiale
Avec l'immigration de nombreux psychanalystes d'Europe avant, pendant et après la guerre, la psychanalyse prend beaucoup d'importance aux États-Unis. L'ego-psychology s'y développera beaucoup mais aussi d'autres courants.
1953 : Juliette Favez-Boutonier, Georges Favez, Daniel Lagache, Jacques Lacan et Françoise Dolto démissionnent de la Société psychanalytique de Paris. La Société française de psychanalyse, dont Favez-Boutonier devient présidente, est fondée. Pourtant, du fait notamment de la non-reconnaissance par l'Association psychanalytique internationale de la nouvelle structure mais aussi de différends avec Jacques Lacan qui portent sur la technique analytique, Didier Anzieu, Jean Laplanche, J.-B. Pontalis, Juliette Favez-Boutonier, notamment, participent à la création, en 1964, de l'Association psychanalytique de France.

### Critiques de la psychanalyse dans l'après-guerre
Après la Seconde Guerre mondiale, la psychanalyse est condamnée à la fois par les communistes et par les catholiques.
Ainsi, en 1949, Guy Leclerc publie dans L'Humanité  l'article « La psychanalyse, idéologie de basse police et d'espionnage », tandis qu'en 1952, Pie XII prononce un discours nommant les dangers de la psychanalyse.

## Des années 1950 à aujourd'hui

### Générations de psychanalystes
Dans les années 1950, prend place le retour à Freud en France autour de la personnalité de Jacques Lacan dont le Discours de Rome représente « l'incidence inaugurale [...] qui prend toute sa portée à la faveur de la première scission du mouvement psychanalytique français en 1953 ».
D'après Michel Plon et Élisabeth Roudinesco, avec la « troisième génération » de psychanalystes, on assiste à « des grandes scissions provoquées entre 1950 et 1970 par la mise en cause de la didactique propre à l'IPA et des querelles d'école autour de l'interprétation freudienne et de la technique psychanalytique ». Cette génération va être amenée à « la confrontation avec une kyrielle d'écoles de psychothérapie ».
La quatrième génération internationale est depuis 1970 « celle, anonyme et impersonnelle » de différents groupes freudiens, éventuellement « en passe de se convertir à des psychothérapies non freudiennes ».
La cinquième « génération »  de psychanalystes s'épanouirait à partir de 2000 « dans le monde entier aussi bien dans les pays de forte implantation du freudisme que dans ceux où la puissance psychanalytique est faible ». Plon et Roudinesco observent au sein d'une multiplicité de groupes autonomes un « changement radical » dans la manière « de transmettre et de faire vivre la psychanalyse » selon désormais « un esprit de réseaux ».

### Situation occidentale auXXIesiècle
D'après Plon et Roudinesco, c'est justement dans les sociétés occidentales où pendant cent ans la psychanalyse a bénéficié des meilleures conditions de son implantation que le freudisme se trouverait affaibli aujourd'hui du fait de « l'expansion d'un nouveau type de communautarisme », qui ramènerait le sujet à ses racines, à son groupe ou à son individualité et le ferait opter davantage « pour des formes primitives de psychothérapie » comme le corps, le cri, le groupe, l'hypnose, etc., du fait aussi de « la puissance d'un nouvel organicisme » : celui-ci amènerait à considérer que les comportements mentaux résultent d'un processus cognitif « articulé à un substrat génétique ou biologique » . Ce recul du freudisme dans les sociétés occidentales peut s'y accompagner d'un « rejet idéologique de la psychanalyse et d'une expansion d'une historiographie révisionniste tantôt puritaine comme aux États-Unis, tantôt antisémite comme en France ».
Des « Freud Wars » s'étaient déroulées dans la presse aux États-Unis entre 1993 et 1995 : il s'agissait d'une « série de polémiques » dont curieusement l'objet « portait essentiellement sur la personnalité de Freud », alors que pourtant, précise Samuel Lézé, la psychanalyse « n'est plus aux manettes de la psychiatrie américaine » depuis au moins le milieu des années 1980 et que les facultés de psychologie ne l'enseignent plus. Un remake a lieu en France dix ans plus tard entre 2005 et 2010 à l'occasion de la parution du Livre noir de la psychanalyse et surtout du Crépuscule d'une idole. L'affabulation freudienne de Michel Onfray. D'après Samuel Lézé, l'enjeu de cette « guerre des psys » dans les médias français et les essais critiques est politique : « une génération nouvelle de professionnels de la santé mentale entend prendre la place de l'ancienne génération formée dans le giron de la psychanalyse au début des années 1980 ».

### Renouvellements en historiographie psychanalytique
Un ton nouveau, remarqué en 2006 par l'historien américain John Burnham, serait apparu depuis les années 1990 dans les « études freudiennes », ton à la fois plus modéré, plus nourri de nombreuses sources et d'une conceptualisation plus large et diversifiée par rapport à l'œuvre biographique « orthodoxe » d'Ernest Jones et aux Freud Wars. Dans son article « Histoire de la psychanalyse, histoire des sciences. Renouvellements et convergences », où elle s'intéresse plus particulièrement à la pensée de  John Forrester, Anne Ber-Schiavetta note en effet l'apparition en 1988 de deux revues consacrées à l’histoire de la psychanalyse, la Revue internationale d’histoire de la psychanalyse de langue française dirigée par Alain de Mijolla et Luzifer-Amor, de langue allemande, tandis que, dix ans plus tard, paraît  en Grande-Bretagne Psychoanalysis and History, indexée dans un réseau scientifique de revues de sciences sociales et classée parmi les revues d’histoire, d’histoire de sciences sociales, de psychologie et de psychanalyse. John Forrester en a été le rédacteur en chef de 2005 jusqu'à sa mort en 2015. Ber-Schiavetta insiste notamment sur l'inscription par ce chercheur d'une histoire de la psychanalyse dans « une histoire des sciences en cours de renouvellement », probablement, propose-t-elle, à la suite des science studies, contemporaines de la carrière de Forrester qui commença d'enseigner à l’Université de Cambridge dès 1976, et dans le département d’histoire et de philosophie des sciences qu’il dirigea à partir de 2007 : c'est précisément dans « l’école d’Édimbourg » des science studies que dans les années 1970, s'affirmait une « volonté de combattre les conceptions poppériennes dominantes ». Forrester inscrit le domaine de l’histoire de la psychanalyse à la fois dans son histoire propre, dans l’histoire des sciences humaines, dans celle des sciences en général, ainsi que dans l’histoire de la pensée et de la culture.

#### Textes de Freud et des premiers psychanalystes
- Sigmund Freud : « Naissance de la psychanalyse », PUF, 1956 (lettres à Wilhelm Fliess)
- Sigmund Freud : Sigmund Freud présenté par lui-même.
- Sigmund Freud, Sur l’histoire du mouvement psychanalytique (1914), trad. : C. Heim, préface de J.-B. Pontalis, Paris, Gallimard, 1991 ; Contribution à l'histoire du mouvement psychanalytique, trad: P. Cotet et R. Lainé, in OCF.P, vol. XII 1913-1914, Paris, PUF, 2005, p. 247-315.
- Sigmund Freud, C.G.Jung, Correspondance, 1906-1914, Gallimard
- Theodor Reik, Trente ans avec Freud, suivi de Lettres inédites de Sigmund Freud à Theodor Reik, éditions Complexe.
- Collectif(s) : Les premiers psychanalystes. Minutes de la Société psychanalytique de Vienne, Édition d'Ernst Federn et Hermann Nunberg, trad. de l'allemand par Nina Schwab-Bakman. Gallimard ; collection : Connaissance de l'inconscient, série : La Psychanalyse dans son histoire.
  - Tome I : 1906-1908, Préface de Jean-Bertrand Pontalis, 1976.  (ISBN 2070293688).
  - Tome II : 1908-1910, 1978.  (ISBN 2070297926).
  - Tome III : 1910-1911, 1980.  (ISBN 2070290263).
  - Tome IV : 1912-1918, préface de Michel Schneider, 1983.  (ISBN 2070700275).
- Ernest Jones, La vie et l'œuvre de Sigmund Freud : Tome 1 : la jeunesse de Freud : 1856-1900, Tome 2 : Les années de maturité : 1901-1916, Tome 3 : Les dernières années, 1919-1939, PUF-Quadridge rééd. 2006 (T 1 :  (ISBN 2130556922); T2 :  (ISBN 2130556930) ; T3 :  (ISBN 2130556949)).

#### Après Freud: études d'histoire de la psychanalyse
: document utilisé comme source pour la rédaction de cet article.
(Dans l'ordre alphabétique des noms d'auteurs)
- Didier Anzieu : L'auto-analyse de Freud et la découverte de la psychanalyse 1998, PUF,  (ISBN 2130420842)
- Paul-Laurent Assoun, « Introduction — Jacques Lacan ou le “retour à Freud” », « La “pensée-Lacan” et ses enjeux », dans Lacan, « Que sais-je? » N° 3660, Paris, PUF, 2003, p. 3-16, 116-124  (ISBN 2130533159)
- Anne Ber-Schiavetta, « Histoire de la psychanalyse, histoire des sciences. Renouvellements et convergences », Revue française de psychanalyse, 2020/1 (Vol. 84), p. 223-232, DOI : 10.3917/rfp.841.0223, [lire en ligne]
- Collectif, « Le dévoilement historique », Topique, 2007/1 (n° 98), L’Esprit du temps, [lire en ligne]
- Gilbert Diatkine, « Quarante ans de retour à Freud », dans Lacan, Paris, PUF Collection: « Psychanalystes d'aujourd'hui », 1997, p. 113-114  (ISBN 213048574X)
- Joël Dor, Introduction à la lecture de Lacan. 1. L'inconscient structuré comme un langage, Denoël / L'espace analytique (Collection dirigée par Patrick Guyomard et Maud Mannoni), 1985, p. 17.
- Olivier Douville, « Diffusion de la psychanalyse dans le monde de Freud », Che vuoi ?, L'Harmattan, vol. 21, no 1,‎ 1er mai 2004, p. 59-91 (DOI 10.3917/chev.021.0059, lire en ligne)
- Henri Ellenberger : Histoire de la découverte de l'inconscient 1994, Fayard,  (ISBN 2213591881)
- Patrick Froté (dir.), Cent ans après : Entretiens avec Jean-Luc Donnet, André Green, Jean Laplanche, Jean-Claude Lavie, Joyce McDougall, Michel de M'Uzan, J.-B. Pontalis, Jean-Paul Valabrega et Daniel Widlöcher, Collection Connaissance de l'Inconscient, Série La Psychanalyse dans son histoire, Gallimard, Paris, 1998.
- André Green (dir.), « Courants de la psychanalyse contemporaine », Revue française de psychanalyse, hors-série, vol. 65, 2001.
- Samuel Lézé, Freud Wars: Un siècle de scandales, Paris, Presses Universitaires de France / Humensis, 2017, [lire en ligne], extraits e-book : [lire en ligne].
- Ulrike May, « En conversation : Freud, Abraham et Ferenczi à propos de « deuil et mélancolie » (1915-1918) », dans Céline Gür Gressot et Jean-Michel Quinodoz (dir.), L’Année psychanalytique internationale 2020, Traduction en langue française d’un choix de textes publiés en 2018-9 dans The International Journal of Psychoanalysis, Paris, Éditions in press, juin 2020, (ISBN 978-2-84835-594-8), site consulté le 21 juillet 2020, [lire en ligne] p. 205-230
- Andreas Mayer, « Écrire l’histoire de la psychanalyse : le problème du contexte », Revue d’histoire des sciences humaines, 30 | 2017, p. 71-91, mis en ligne le 03 décembre 2018, consulté le 01 juillet 2020, [; DOI : https://doi.org/10.4000/rhsh.518 lire en ligne].
- Alain de Mijolla (sous la dir.), Dictionnaire international de la psychanalyse : concepts, notions, biographies, œuvres, événements, institutions, Hachette : Nouv. éd. rev. et augm. 2005,  (ISBN 201279145X)
- Alain de Mijolla, « Petite histoire d’une histoire de la psychanalyse en France », Topique, no 98,‎ 2007, p. 37-47 (lire en ligne, consulté le 1er mai 2021)
- David Muhlmann, Les Étapes de la pensée psychanalytique, 2007, Desclée de Brouwer,  (ISBN 978-2-220-05846-7)
- Claire Pagès, « Une guerre psychologique. À propos de : Samuel Lézé, Freud Wars. Un siècle de scandales », Recension Philosophie du 15 janvier 2018, site : « La vie des idées » (Collège de France), consulté le 1er juillet 2020, [lire en ligne]
- Roger Perron, Histoire de la psychanalyse, Paris, PUF, coll. « Que sais-je ? », 2014, 5e éd. (1re éd. 1988), 127 p. (ISBN 978-2-13-063375-4)
- Elisabeth Roudinesco et Michel Plon, Dictionnaire de la psychanalyse, Paris, Fayard, coll. « La Pochothèque », 2011 (1re éd. 1997), 1789 p. (ISBN 978-2-253-08854-7)
- Max Schur : La mort dans la vie de Freud, 1982, Gallimard-Tel,  (ISBN 2070257940)
- Jacques Sédat, « Ecrire l'histoire de la psychanalyse », Topique, no 98,‎ 2007, p. 25-36 (lire en ligne, consulté le 1er mai 2021)
- Claude Smadja, « Psychogenèse/organogenèse », dans Alain de Mijolla (dir.), Dictionnaire international de la psychanalyse, Hachette, 2005, p. 1383-1384.
- Daniel Widlöcher, « Cerveau et psychanalyse », « Cognitivisme et psychanalyse », dans Alain de Mijolla (dir.), Dictionnaire international de la psychanalyse, Hachette, 2005, p. 308-309, 340-341.